# Akasha Kid
Alasha Kid és una cantant argentina, resident a Màlaga i habitual dels ambients underground madrilenys. Es va donar a conèixer a través de Youtube. El seu estil, influenciat per diverses cultures, és una barreja de trap, r&b i / o dancehall. Canta i rapeja en anglès i castellà.
Els seus temes tracten sobre els conflictes interns, les inseguretats i els amors i desamors pels quals passen els adolescents i els joves. La seva infància es va desenvolupar en diversos països sud-americans, incloent Hondures, on va viure durant 5 anys abans de venir a Espanya, la qual cosa també es reflecteix en les seves cançons.